# Hidetoshi Mitsusada
Hidetoshi Mitsusada, född den 29 december 1970, är en före detta japansk racerförare.

## Racingkarriär
Mitsusada gjorde några tester med Benetton i formel 1, men tävlade aldrig i VM. Hans främsta merit var tredjeplatsen totalt i formel Nippon 1999. Han gjorde även några race i formel 3000 i Europa, utan framgångar.